# 안톤 카라스

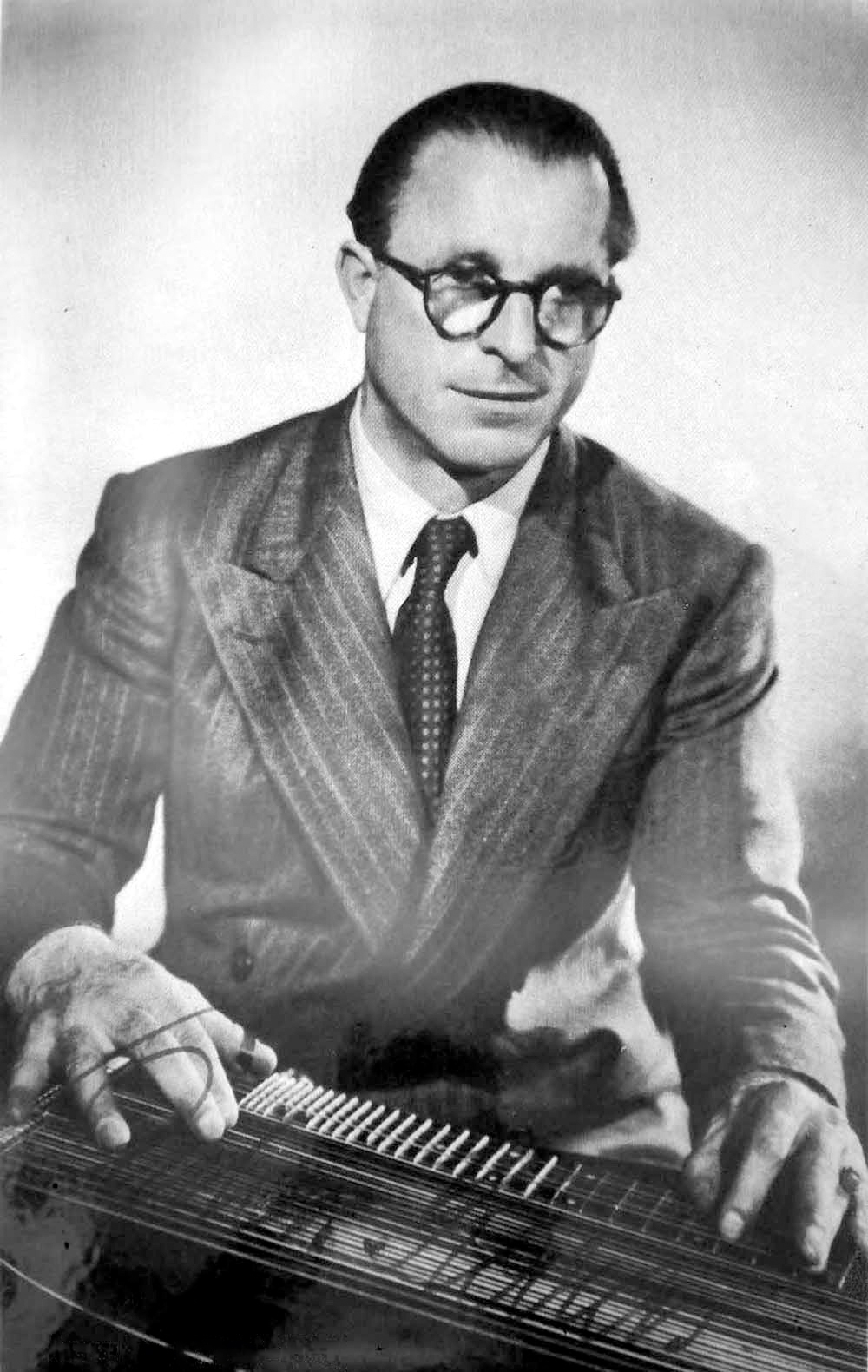
1951년

안톤 카라스(Anton Karas, 1906년 ~ 1985년)는 오스트리아의 치터 연주자이다. 빈에서 태어났으며, 13세경부터 치터를 익혔다. 이후 빈 음악원에서 음악을 공부했다. 1948년 말에 카페에서 연주하던 중 영국의 영화 배우 트레버 하워드에게 발견되어 캐럴 리드 감독의 영화 《제3의 사나이》의 음악을 담당하였고, 자작곡인 자연의 테마가 크게 성공하여 일약 세계적으로 알려졌다.